# Як козак щастя шукав (мультфільм)
«Як коза́к ща́стя шука́в» — анімаційний фільм 1969-го року Творчого об'єднання художньої мультиплікації студії Київнаукфільм, режисер — Володимир Дахно. Фільм показує як молодий козак шукав коня, а знайшов дружину.

## Сюжет
Молодий бідний козак мріє отримати коня. Подорожуючи, він зустрічає ворожку, яка передбачає козакові зустріч із жінкою. Він іде далі через болото, де зустрічає болотяника, що пропонує випити горілки. Козак відмовляється, але обмінює перець на підкови.
Далі козаку трапляється в лісі чорт, який пропонує новий одяг. Козак також відмовляється, але погоджується зіграти в карти, щоб отримати сідло. Чорт намагається мухлювати, проте козак помічає це і виграє сідло.
Наступною зупинкою стають Карпати. Козак бачить чоловіків, які не можуть викотити на пагорб гармату. В подяку за його допомогу місцевий правитель обіцяє нагороду. Але за неї змагаються ще троє іноземців. Усі четверо беруть участь у перегонах до миски галушок, поставленої на сусідній горі. Іноземці осідлують барана і вириваються вперед. Але баран біжить не туди, куди треба, тож козак стає переможцем.
Правитель, попри сподівання козака, пропонує йому не коня, а одружитися зі своєю дочкою. Козак погоджується.

## Творча група
- Автори сценарію: Володимир Дахно, Михайло Татарський
- Режисер-постановник: Володимир Дахно
- Художник-постановник : Олександр Лавров
- Композитор: Володимир Губа
- Оператор: Анатолій Гаврилов
- Редактор: Тадеуш Павленко
- Художники-мультиплікатори: Володимир Гончаров, Марк Драйцун, Володимир Дахно, Адольф Педан, Олександр Вікен, Олександр Лавров, Е. Юмашев, Ельвіра Перетятько
- Асистенти: В. Рябкіна, Е. Цепкіна, Олена Деряжна, С. Нікіфоров
- Звукооператор: Михайло Петренко
- Директор фільму: Іван Мазепа